# 嵊州竹编
嵊州竹编为流行于中国浙江省绍兴嵊州市的一种传统手工艺品，原名嵊县竹编，以编织精巧、工艺繁多、花色丰富见长，作为浙江竹编的杰出代表现已被列为中华人民共和国国家级非物质文化遗产。
嵊州竹编的编织手法包括龟背、传丝、打束、缠股盒结边等200余种，粗细并茂，以竹编模拟动物、竹丝篾片漂白、篾片烫印花筋和蓝胎漆器为四大工艺特征，尤以竹编模拟动物为特色，常以狮、象、鸡、鱼等动物造型与盒、罐等巧妙结合，可实用兼欣赏。早期的竹编以编制箩、篮等日常生活用品为主，至20世纪80年代已发展为篮、盘、罐、盒、瓶、屏风、动物、人物、建筑物、家具、灯具、现场等十二个大类7000多个花色品种。 